# Otradnocetus
Otradnocetus — викопний рід вусатих китів середнього міоцену з Північного Кавказу.

## Опис
Otradnocetus цетотерія середнього розміру 4—5 метрів в довжину. Він відрізняється від інших представників Cetotherioidea і найбільш схожий на Parietobalaena тим, що має дуже короткий висхідний відросток верхньої щелепи, короткий латеральний відросток верхньої щелепи, та ін.

## Таксономія
Otradnocetus був описаний грузинським палеонтологом Гурамом Мчедлідзе в 1984 році на основі зразка GNM CO 1–90, часткового скелета, що включає неповний череп, нижню щелепу, 43 хребці та обидві передні кінцівки (плечові кістки, променеві кістки, ліктьові кістки, кілька зап'ястків, п'ястків та фаланги) з лопатками. Типовий зразок був знайдений в Отрадній, на північно-західному Кавказі. Мчедлідзе відніс Otradnocetus до родини Cetotheriidae, яка на той час була «сміттєвим таксоном» для вусатих китів.